# ポール・ボゴジアン
ポール・アーティン・ボゴジアン（Paul Artin Boghossian [[bəˈɡoʊziən]], 1957年 - ）は、アメリカ合衆国の哲学者。ニューヨーク大学シルバー哲学教授であり、10年間（1994年から2004年まで）同学科の主任を務めた。専門は認識論、心の哲学、言語哲学。ニューヨーク哲学研究所 (the New York Institute of Philosophy) ディレクター、バーミンガム大学哲学特別研究教授も兼任している。

## 学歴・職歴
ボゴジアンの祖先はアルメニア系である。
1976年にトレント大学で物理学の理学士号を 、1987年にプリンストン大学で哲学の博士号を取得した。ニューヨーク大学の教職のほか、1984年から1992年までミシガン大学アナーバー校の哲学教授、プリンストン大学の客員も務めた。これまでに、全米人文科学基金（en）、オックスフォード大学マグダレンカレッジ、、ロンドン大学、オーストラリア国立大学の研究員を歴任。ニューヨーク人文科学研究所（en）のフェロー。学術雑誌『Philosophical Studies』と『Philosophers' Imprint』の編集委員。ポストモダニズム界隈では、ボゴジアンはソーカル事件への対応で知られている
。
世界知識対話財団の科学諮問委員会のメンバーでもある。
著書『知へのおそれ（Fear of Knowledge）』は、2006年の優れた学術書としてチョイス賞を受賞した。
2012年には、アメリカ芸術科学アカデミーのフェローに選出された。

## 哲学における業績
初期の著作では、ボゴジアンは内容についての自然主義的理論を痛烈に批判していた。
『知へのおそれ（Fear of Knowledge）』を含む彼の後の著作の多くでは、様々な形態の相対主義を批判しており、特に知識と理性は客観的なものではなく、根源的には文化的なもの、あるいは主観的なものであると主張する認識論的相対主義が対象となっている。
ボゴジアンは論文「盲目的推論（Blind Reasoning）」にて、我々は推論の方法（その典型例はモーダスポネンスとされる）を正当化するための理由に対して盲目であると主張している。彼は単純な推論的外在主義（Simple Inferential Externalism）を非一貫的な立場として、また単純な推論的内在主義（Simple Inferential Internalism）は受け入れがたい立場として、どちらも拒絶する。これらに代わり、彼は第三の選択肢として新たな形の「合理的洞察（rational insight）」を提示する。この論文は、ボゴジアンとクリスピン・ライトの間で進行中のやりとりと合わせて、認知的相対主義に対抗するためのプロジェクトの一部である。

## 著作

### 単著
- Fear of Knowledge: Against Relativism and Constructivism, Oxford University Press, 2006.[9] ISBN 019928718X
  - （日本語訳）『知への恐れ：相対主義と構築主義に抗して』飯泉佑介、斎藤幸平、山名諒訳、堀之内出版、2021年。ISBN　978-4-909237-57-6
- Content and Justification: Philosophical Papers, Oxford University Press, 2008.　ISBN　9780199292103

### 論文
- "How Are Objective Epistemic Reasons Possible?" in Philosophical Studies, Dec 2001, pp. 340–380.
- "Inference and Insight," in Philosophy and Phenomenological Research, November, 2001, pp. 633–641.
- "On Hearing the Music in the Sound," in The Journal of Aesthetics and Art Criticism (2002).
- "The Gospel of Relaxation" (review of The Metaphysical Club by Louis Menand), The New Republic, September 2001.
- "What is Social Construction?" in Times Literary Supplement, February 23, 2001, pp. 6–8.
- New Essays on the A Priori (co-edited with Christopher Peacocke), Oxford University Press 2000.
- "Knowledge of Logic," in New Essays on the A Priori, Oxford University Press 2000.
- "Analyticity," in Bob Hale  and Crispin Wright (eds.): The Philosophy of Language (Oxford: Basil Blackwell, 1997), pp. 331–368.

### メディア
- 'The Secrets of the World': 哲学者レベッカ・ロシュ、ヒラリー・ローソン、Rルパート・シェルドレイクとの議論。
- 'The Word and the World': 哲学者レイ・モンクと小説家 ジョアンナ・カヴェナとの議論。
- 'Strange New Worlds': 批評家テリー・イーグルトンと『ショコラ』の著者 ジョアン・ハリスとの議論。